# Gare de Baccarat
Gare de Baccarat – stacja kolejowa w miejscowości Baccarat, w departamencie Meurthe i Mozela, w regionie Grand Est, we Francji. Jest zarządzana przez SNCF i obsługiwana przez pociągi TER Lorraine.

## Położenie
Znajduje się na linii Lunéville – Saint-Dié, na km 409,472 między stacjami Azerailles i Bertrichamps, na wysokości 278 m n.p.m.

## Historia
Stację otwarto 17 maja 1864 przez Compagnie des chemins de fer de l’Est, kiedy otwarto odcinek linii między Lunéville a Raon-l'Étape - Laneuveville.

## Linie kolejowe
- Lunéville – Saint-Dié
- Baccarat – Badonviller